# En vivo Auditorio Nacional
En Vivo Auditorio Nacional é o segundo álbum ao vivo da atriz e cantora mexicana Lucero, lançado em 26 de Setembro de 2007 pela gravadora EMI Music. Foi gravado durante sua apresentação no Auditório Nacional no México, no dia 25 de Março de 2007, que serviu para divulgação do álbum Quiéreme Tal Como Soy (2006). Foi lançado em dois formatos: o primeiro em CD duplo e o segundo em DVD duplo. A primeira parte é constituída por músicas do gênero pop e a segunda por músicas do gênero mariachi, assim como foi feito em Un Lucero en la México, primeiro álbum ao vivo da artista lançado em 1999. Obteve 45 mil cópias vendidas no México.

## Faixas
| En Vivo Auditorio Nacional — CD 1 |                                                                |         |  |
| N.º                               | Título                                                         | Duração |  |
| 1.                                | "O Tú o Nada"                                                  | 3:30    |  |
| 2.                                | "Veleta"                                                       | 3:44    |  |
| 3.                                | "Sobreviviré"                                                  | 3:11    |  |
| 4.                                | "La Gata Bajo la Lluvia"                                       | 3:21    |  |
| 5.                                | "Que Pasará Mañana"                                            | 3:08    |  |
| 6.                                | "Medley: El número uno/Amor secreto/Tanto/Corazón a la Deriva" | 6:15    |  |
| 7.                                | "Ya no"                                                        | 3:14    |  |
| 8.                                | "Electricidad"                                                 | 4:22    |  |
| 9.                                | "Amante Bandido"                                               | 4:31    |  |
| 10.                               | "Medley: Historia de Amores/Cuéntame/Vete Con Ella"            | 10:44   |  |
| 11.                               | "Tácticas de guerra"                                           | 3:36    |  |
| 12.                               | "La Única Que Te Entiende"                                     | 3:31    |  |
| Duração total:                    | Duração total:                                                 | 51:07   |  |

| En Vivo Auditorio Nacional — CD 2 |                                                            |         |  |
| N.º                               | Título                                                     | Duração |  |
| 1.                                | "Llorar"                                                   | 2:41    |  |
| 2.                                | "Cielo Rojo"                                               | 4:19    |  |
| 3.                                | "Amanecí En Tus Brazos"                                    | 4:01    |  |
| 4.                                | "La Camisa Negra"                                          | 3:34    |  |
| 5.                                | "Medley Kumbia: Sabes a Chocolate/Chiquilla/Mi Dulce Niña" | 7:18    |  |
| 6.                                | "Árboles de la Barranca"                                   | 3:12    |  |
| 7.                                | "Tristes recuerdos"                                        | 4:16    |  |
| 8.                                | "Vete por Donde Llegaste (Jugo de Piña)"                   | 3:41    |  |
| 9.                                | "Medley K-Paz: Mi Credo/Pero Te Vás a Arrepentir"          | 4:43    |  |
| 10.                               | "Qué Te Ruegue Quién Te Quiera"                            | 3:08    |  |
| 11.                               | "Medley: La Puerta Negra/La Culebra"                       | 3:22    |  |
| Duração total:                    | Duração total:                                             | 42:55   |  |

Nota:
- A canção "La Única Que Te Entiende" teve acordes da canção "Bad Girls" da cantora Donna Summer.

## Charts
O álbum estreou na AMPROFON Top 100 na 37ª posição, permanecendo por dez semanas e terminando na 25ª posição.
| Chart (2007)              | Posição |
| ------------------------- | ------- |
| México (AMPROFON Top 100) | 25      |

## Vendas e certificações
| Região | Certificação | Vendas/distribuição |
| --- | ------------ | ------------------- |
| México |              | 45.000              |
| México (DVD) |              | 15.000              |
| *vendas baseadas apenas na certificação ^distribuições baseadas apenas na certificação xdistribuições não-especificadas baseadas apenas na certificação |              |                     |

## Histórico de lançamentos
| País   | Data                   | Formato(s)          | Gravadora(s)       | Ref.  |
| ------ | ---------------------- | ------------------- | ------------------ | ----- |
| México | 26 de Setembro de 2007 | CD download digital | EMI Music          | [ 4 ] |
| EUA    | 2008                   | CD                  | EMI Televisa Music | [ 4 ] |